# Orthosia nunatrum
Orthosia nunatrum là một loài bướm đêm trong họ Noctuidae.